# كيربي فابيان
كيربي فابيان هو لاعب كرة القدم الكندية كندي، ولد في 10 سبتمبر 1990 في كالغاري في كندا.